# Каменный мост (Санкт-Петербург)
Ка́менный мост — автодорожный каменный арочный мост через канал Грибоедова в Адмиралтейском/Центральном районе Санкт-Петербурга, соединяет Казанский и Спасский острова. Это один из старейших сохранившихся петербургских мостов, пример мостостроительного искусства 1760-х годов. Один из немногих петербургских мостов, который за свою более чем двухвековую историю не подвергся реконструкции. Памятник архитектуры федерального значения и охраняется государством.

## Расположение
Расположен по оси Гороховой улицы. Выше по течению находится Мучной мост, ниже — Демидов мост. Ближайшая станция метрополитена (500 м) — «Садовая».

## Название
20 августа 1739 года мосту было присвоено название Средний, по улице Средняя Перспектива, как в ту пору называлась Гороховая. Но это имя практически не употреблялось. Современное название известно с 1769 года. В конце XVIII столетия существовали варианты Екатерининский каменный мост и Екатерининский мост, по наименованию канала.

## История
К 1739 году на этом месте существовал деревянный мост. В 1766—1776 годах мост перестроен в каменный арочный по проекту инженера В. И. Назимова и под наблюдением инженера И. Н. Борисова.
В 1877 году были уничтожены 4 полукруглых лестничных спуска на тротуары набережных. В конце XIX века несколько уменьшили крутизну въездов на мост.
Когда в начале XX века в городе появились первые автобусы, въезды на мост оказались слишком крутыми для этих машин. В часы пик кондуктору иногда приходилось просить пассажиров выйти из автобуса и проследовать на мост пешком, после чего разгруженная машина преодолевала подъём. На мосту пассажиры снова занимали свои места, и автобус катился под уклон дальше по Гороховой улице.
В 1949 году по единственному сохранившемуся образцу металлической стойки-указателя Каменного моста были восстановлены стойки с названиями на других мостах.
В 2017 году произведëн капитальный ремонт моста. Проект реконструкции моста был разработан ГУП «ЛЕНГИПРОИНЖПРОЕКТ» (Главный инженер проекта Хлопцев П. Н). В ходе работ выполнен ремонт устоев, выполнено устройство монолитной железобетонной плиты в границах проезжей части толщиной 320 мм, устройство гидроизоляции и покрытия проезжей части и тротуаров, установка нового гранитного ограждения проезжей части, реставрация гранитных элементов моста и перильного ограждения.

#### Покушение на Александра II
Летом 1880 года народовольцы А. И. Желябов, А. К. Пресняков и М. В. Тетерка заложили под мост динамит, чтобы произвести взрыв во время проезда экипажа императора Александра II по пути из Зимнего дворца на Царскосельский вокзал. Покушение, назначенное на 16 августа, не состоялось, так как Тетёрка, не имея часов, опоздал к назначенному времени. Через несколько дней заговорщики пытались ночью поднять динамит со дна канала, но это им не удалось. 7 пудов динамита, скрытые в четырёх гуттаперчевых подушках, были извлечены со дна канала в мае—июне 1881 года, уже после гибели царя, во время следствия по «делу шестнадцати».

## Конструкция
Мост однопролётный каменный арочный. Свод моста, имеющий параболическое очертание, выложен из гранитных блоков. Толщина каменного свода в замке составляет 75 см. Надсводное заполнение выполнено из бутовой кладки на известковом растворе. Пролёт свода в свету (по урезу воды) 11,75 м, стрела подъëма от уреза воды 3,63 м, ширина свода с облицовкой 14,96 м. Поверх свода в зоне проезжей части устроена монолитная железобетонная плита. Устои из бутовой кладки на свайном основании из деревянных свай, облицованы гранитом. Фасады моста облицованы гранитом. В облицовке моста гладкие гранитные блоки чередуются с блоками, обработанными на четыре грани — так называемый «брильянтовый руст». Мост косой в плане, угол между осью опор и осью моста составляет 83°. Длина моста составляет 19,7 м, ширина между перилами в свету — 13,88 м (ширина проезжей части 11 м, ширина тротуаров 1,27 м и 1,29 м).
Мост предназначен для движения автотранспорта и пешеходов. Проезжая часть моста включает в себя 3 полосы для движения автотранспорта. Покрытие проезжей части — асфальтобетон. В зоне тротуаров моста уложены массивные гранитные карнизные блоки на всю ширину тротуара. Тротуары отделены от проезжей части высоким гранитным парапетом. Перильное ограждение оформлено аналогично ограждению набережных канала — чугунные балясины с массивными гранитными тумбами и металлическим поручнем.